# (88878) Bowenyueli
(88878) Bowenyueli est un astéroïde de la ceinture principale.

## Description
(88878) Bowenyueli est un astéroïde de la ceinture principale. Il fut découvert le 25 septembre 2001 à l'observatoire Desert Eagle par William Kwong Yu Yeung. Il présente une orbite caractérisée par un demi-grand axe de 2,70 UA, une excentricité de 0,08 et une inclinaison de 5,3° par rapport à l'écliptique.

## Compléments